# Église Saint-Agnan de Ségur
L'église Saint-Agnan de Ségur est une église située en France sur la commune de Ségur, dans le département de l'Aveyron en région Occitanie.
Elle fait l'objet d'un classement au titre des monuments historiques depuis le 5 juillet 1979.

## Localisation
L'église est située sur la commune de Ségur, dans le département français de l'Aveyron.

## Historique
Prieuré à l'origine, cette église date du XIIe siècle. Elle est agrandie au XVe siècle, à l'époque gothique. 
L'édifice est classé au titre des monuments historiques en 1979.